# Rysk högstjärt
Rysk högstjärt (Pygaera timon) är en fjärilsart som beskrevs av Jacob Hübner 1800. Rysk högstjärt ingår i släktet Pygaera och familjen tandspinnare. Enligt den svenska rödlistan är arten sårbar i Sverige. Arten förekommer i Götaland samt tillfälligtvis även på Öland. Artens livsmiljö är skogslandskap. Inga underarter finns listade.

## Bildgalleri

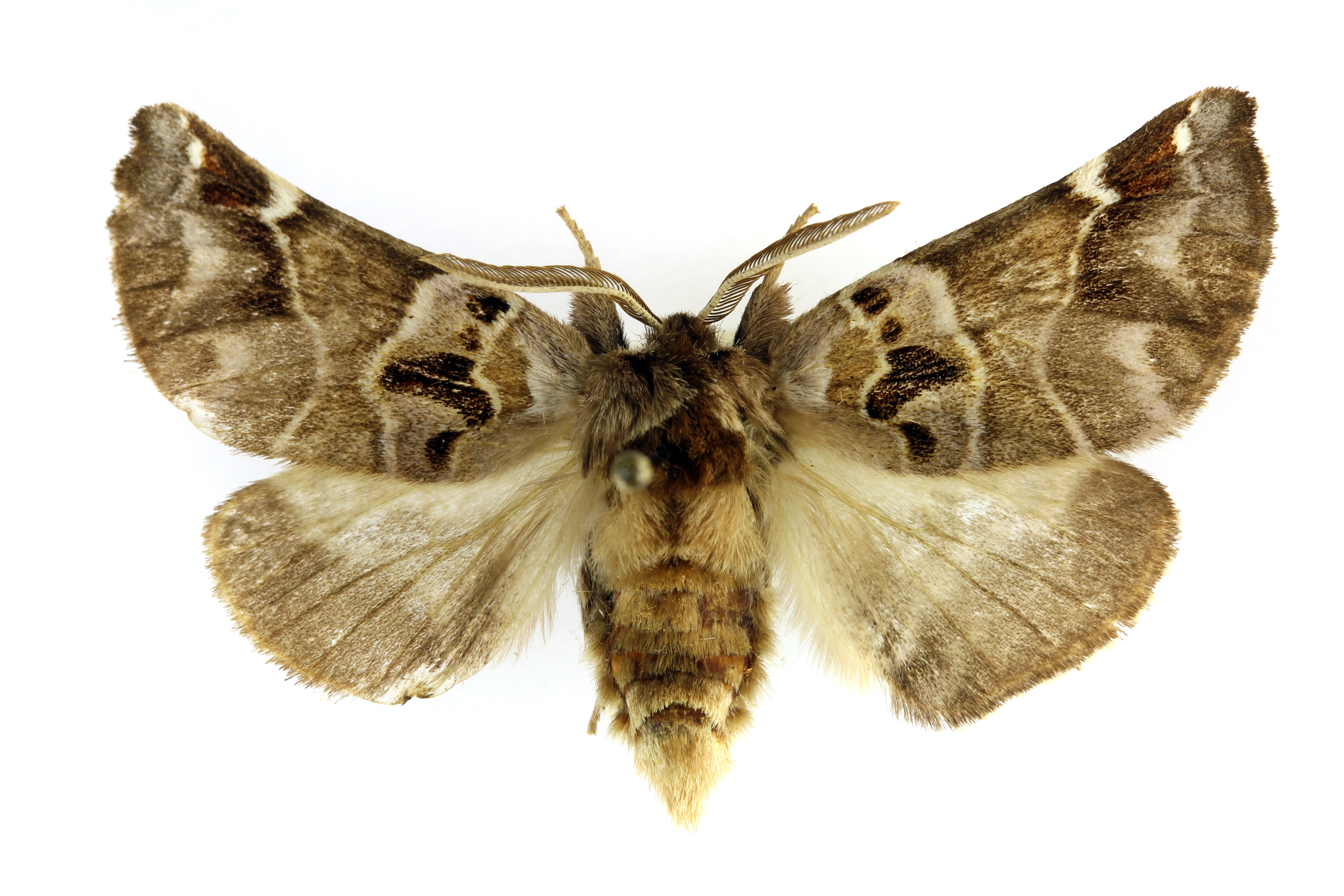
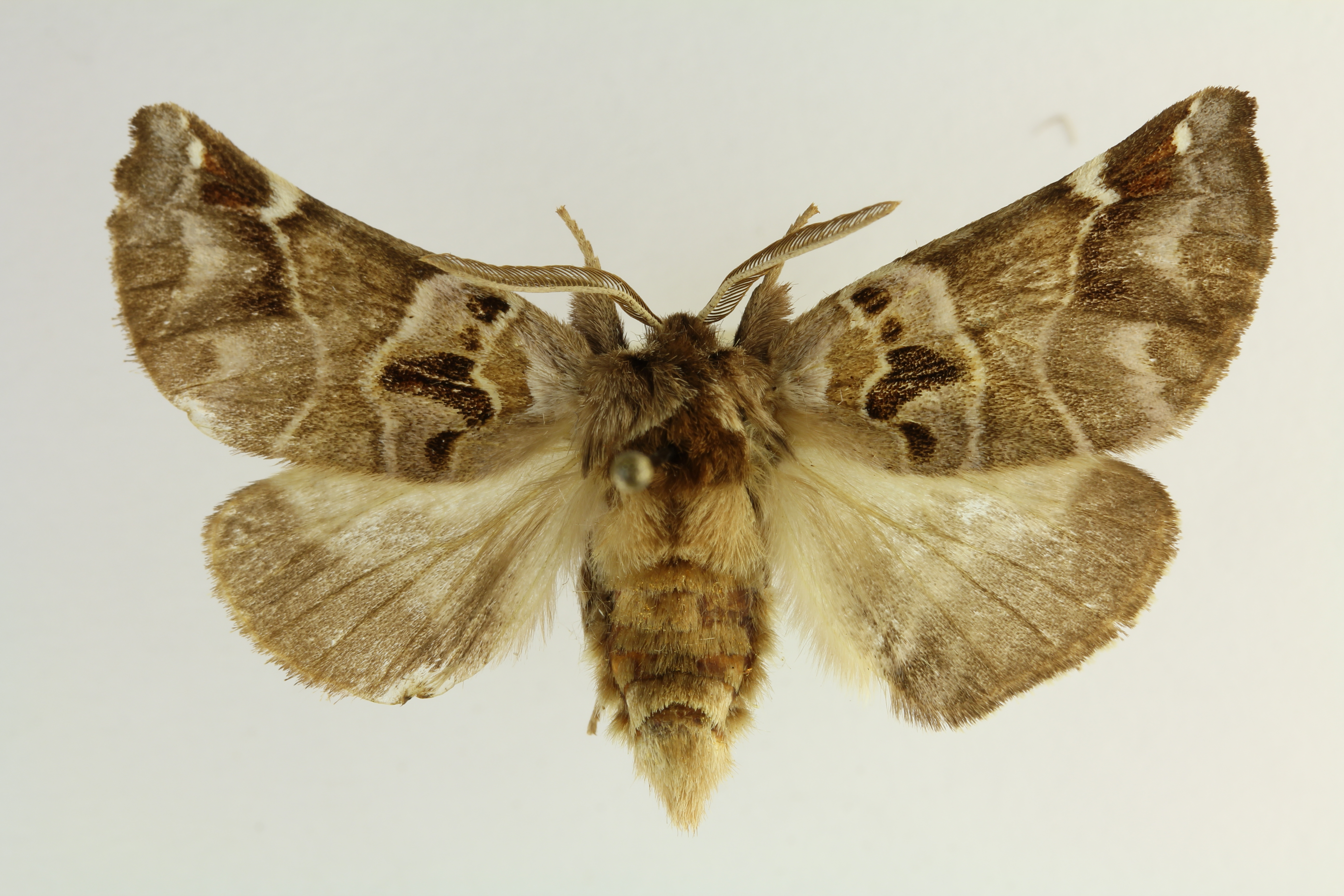
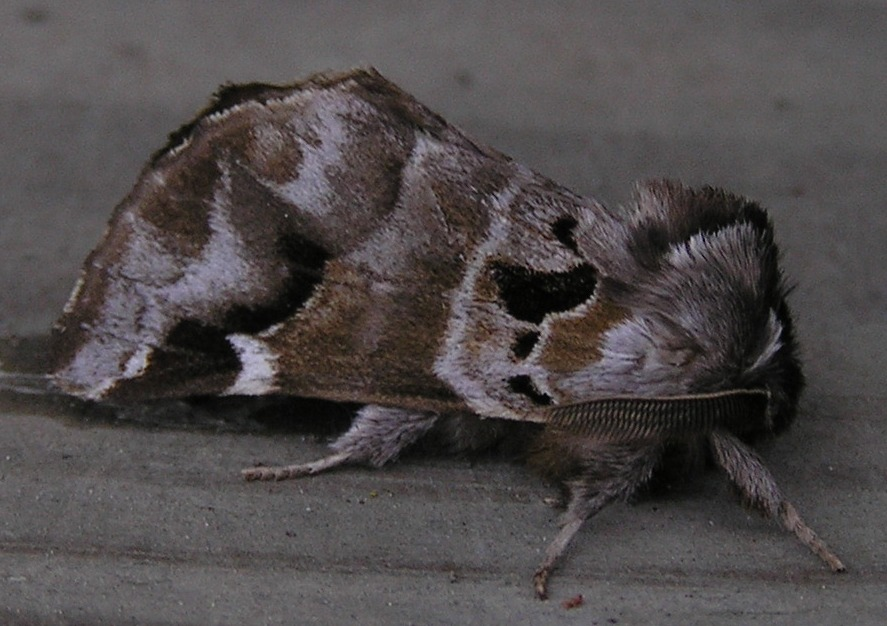
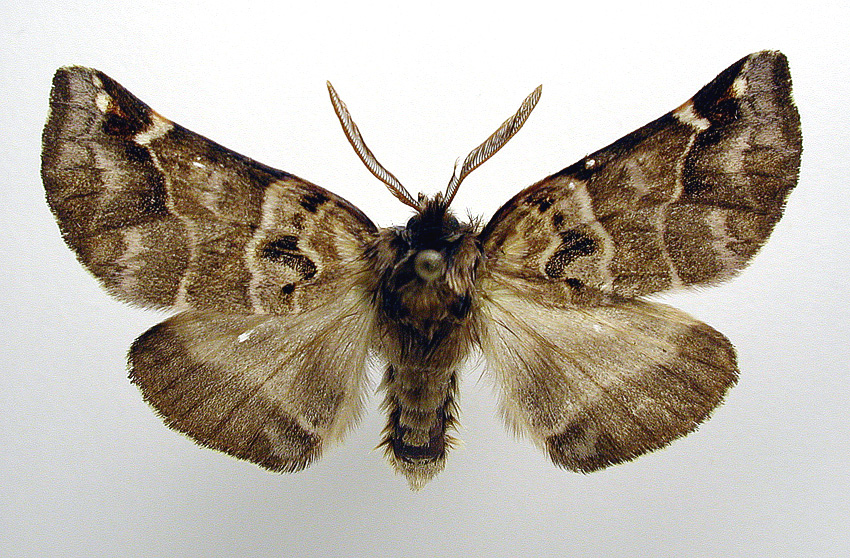